# Buckenmühle

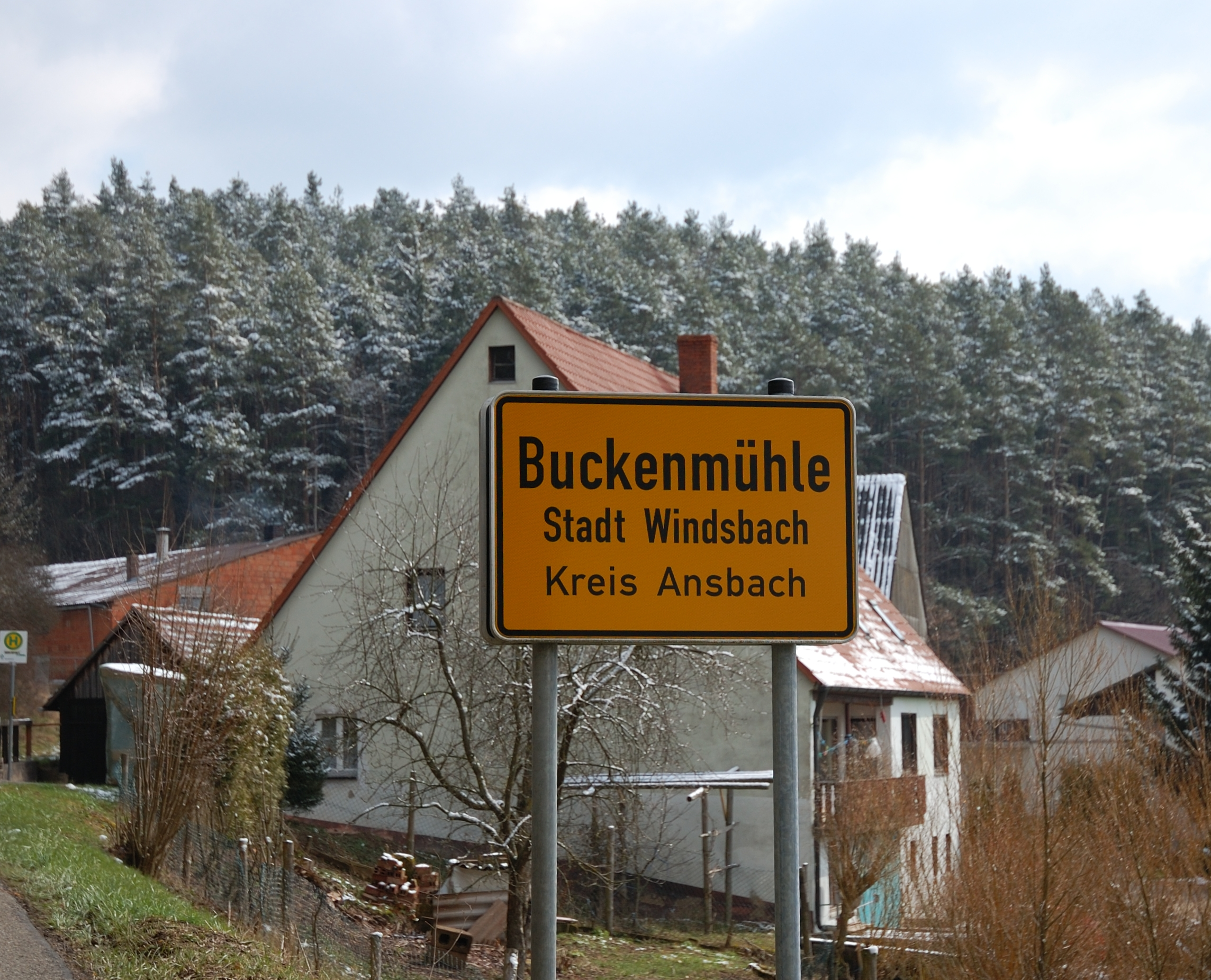
Ortseinfahrt von Veitsaurach kommend

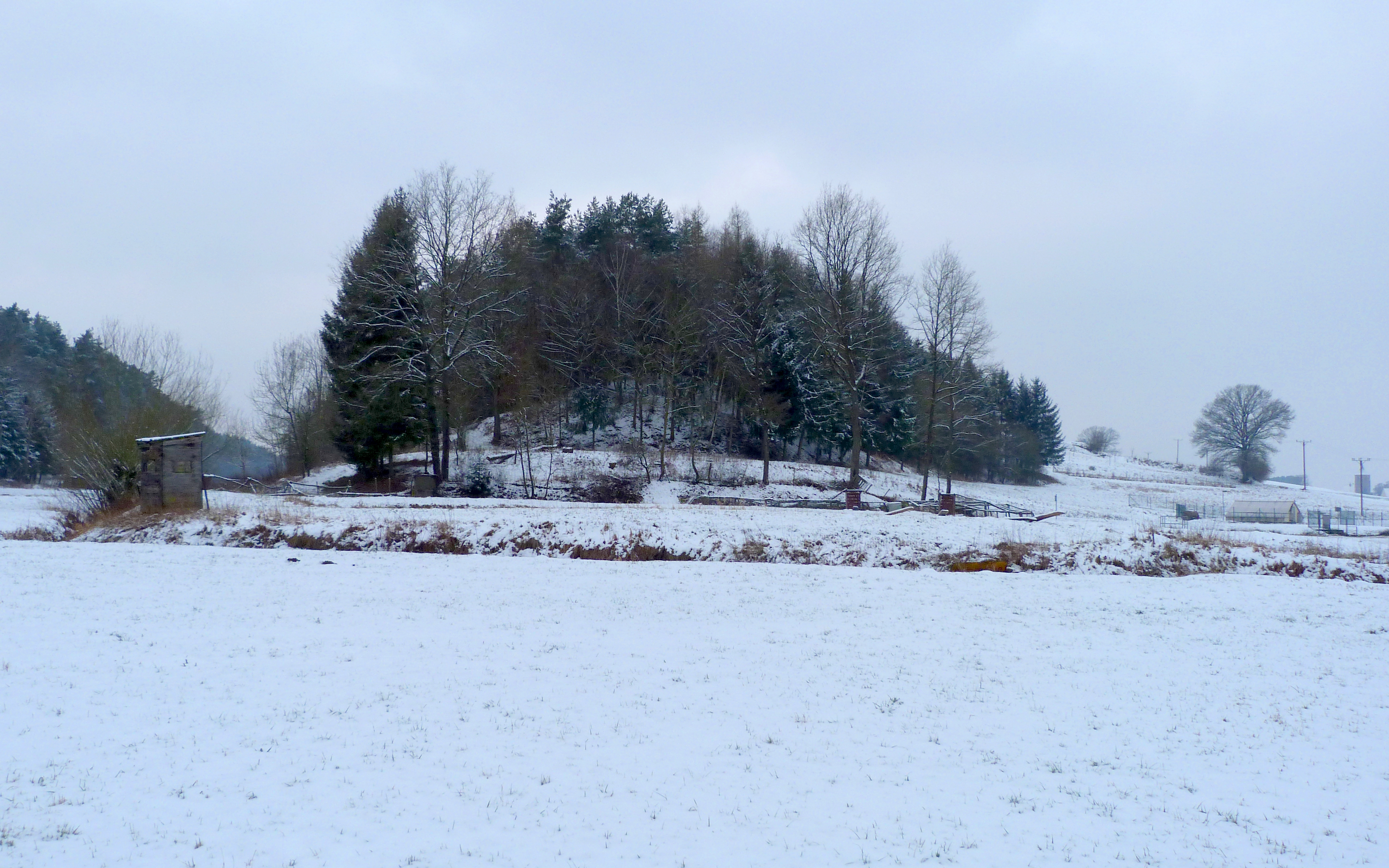
Der Schlossbuck

Buckenmühle (fränkisch: Buggn-mil) ist ein Gemeindeteil der Stadt Windsbach im Landkreis Ansbach (Mittelfranken, Bayern). Buckenmühle liegt in der Gemarkung Veitsaurach.

## Geografie
Die Einöde liegt im Aurachtal. Es mündet dort der Almesbach als rechter Zufluss in die Aurach. 0,5 km nordwestlich erhebt sich der Martinsbuck (407 m ü. NHN), 0,75 km westlich befindet sich der Schlossberg (Schlossbuck) (400 m ü. NHN) mit einem Burgstall. Die Kreisstraße AN 17/RH 5 führt nach Veitsaurach (1,1 km nordwestlich) bzw. nach Rudelsdorf (0,9 km südöstlich).

## Geschichte
Ursprünglich gehörte die Mühle zum lehensfreien Privatbesitz der Abenberger Burggrafen. Am 7. März 1296 wurde der Ort als „Puggenhouen“ erstmals in einer Urkunde erwähnt, in der der Verkauf von Abenberg samt seinen Zugehörungen an das Hochstift Eichstätt bestätigt wurde. Das Bestimmungswort des Ortsnamens ist der Personenname Bucko, der vermutlich der erste Besitzer dieser Mühle war. Aus einem Eichstätter Lehenbuch, das um 1300 gefertigt wurde, geht hervor, dass es neben der Mühle noch zwei Lehen gab, von denen eines öd lag.
Im 16-Punkte-Bericht des Oberamts Windsbach aus dem Jahr 1608 wurden für Buckenmühle eine Mannschaft verzeichnet. Grundherr war das eichstättische Kastenamt Abenberg. Das Hochgericht übte das brandenburg-ansbachische Kasten- und Stadtvogteiamt Windsbach aus.
1632 brannte die Mühle in den Wirren des Dreißigjährigen Krieges ab. Der Besitzer kam dabei ums Leben. Eine neue Mühle wurde erst dreißig Jahre später durch Georg Hofmann errichtet.
Gegen Ende des 18. Jahrhunderts gehörte Buckenmühle zur Realgemeinde Veitsaurach. Sie unterstand dem Kastenamt Abenberg des Hochstifts Eichstätt. Unter der preußischen Verwaltung (1792–1806) des Fürstentums Ansbach erhielt die Buckenmühle bei der Vergabe der Hausnummern die Nr. 30/31 des Ortes Veitsaurach. Von 1797 bis 1808 unterstand der Ort dem Justiz- und Kammeramt Windsbach.
Im Rahmen des Gemeindeedikts wurde die „Buchenmühl“ dem 1808 gebildeten Steuerdistrikt Bertholdsdorf und der 1810 gegründeten Ruralgemeinde Bertholdsdorf zugeordnet. Mit dem Zweiten Gemeindeedikt (1818) wurde Buckenmühle in die neu gebildete Ruralgemeinde Veitsaurach umgemeindet. Diese wurde am 1. Mai 1978 im Zuge der Gebietsreform in Bayern in die Gemeinde Stadt eingegliedert.
Die Buckenmühle wurde bis 1971 betrieben. Heute hat die Wasserkraft der Aurach an Bedeutung verloren; die Buckenmühle verfügt über eine wartungsfreie, solarelektrische Anlage mit über 10 Kilowatt Leistung.

### Bodendenkmal
- Burgstall einer ehemaligen Abschnittsburg auf dem Schlossbuck mit erhaltenen Halsgraben, Böschungen und Wallgrabenanlage. Am Fuß des Hügels befand sich der sagenumwobene Goldene Brunnen.[17]

### Einwohnerentwicklung
| Jahr      | 001800 | 001827 | 001840 | 001861 | 001871 | 001885 | 001900 | 001925 | 001950 | 001961 | 001970 | 001987 |
| Einwohner | 7      | 7      | 9      | 10     | 10     | 12     | 10     | 13     | 12     | 8      | 9      | 10     |
| Häuser    |        |        | 2      |        |        | 2      | 2      | 2      | 2      | 2      |        | 2      |
| Quelle    | [ 19 ] | [ 19 ] | [ 20 ] | [ 21 ] | [ 22 ] | [ 23 ] | [ 24 ] | [ 25 ] | [ 26 ] | [ 27 ] | [ 28 ] | [ 1 ]  |

## Religion
Der Ort ist römisch-katholisch geprägt und nach St. Vitus (Veitsaurach) gepfarrt. Die Einwohner evangelisch-lutherischer Konfession sind nach St. Georg (Bertholdsdorf) gepfarrt.